# Potez 37
Le Potez 37 était un avion de reconnaissance biplace à long rayon d'action, conçu en réponse à un appel d'offres du gouvernement français. Il a volé au milieu des années 1930 mais seulement deux exemplaires ont été construits, la compétition ayant été remplortée par le Potez 39.